# Небраска
Небра́ска (англ. Nebraska, американское произношение: [nəˈbræskə] (слушать)о файле) — штат в западной части группы Центрально-Северных штатов США. Население — 1 842 641 человек (2011). Столица штата — город Линкольн, крупнейший город — Омаха. Статус штата Небраска получила в 1867 году, став 37-м штатом США.

## Этимология
Слово «Небраска» происходит из языка индейцев сиу, где оно звучало как Ñí Brásge или Ní Btháska, что означает «ровная вода» и восходит к названию реки Платт, протекающей через этот штат.

## История

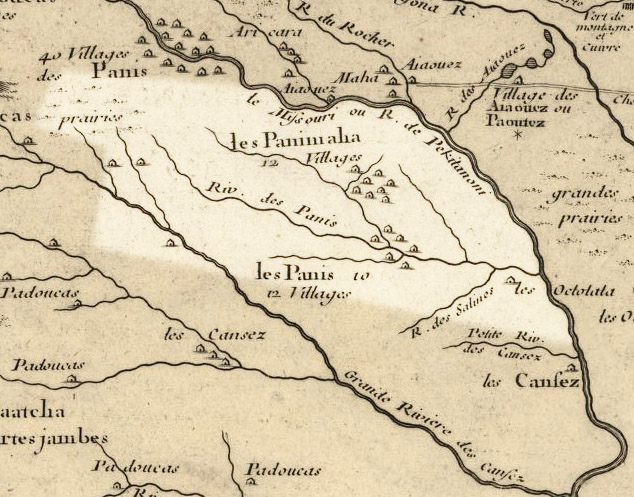
Небраска в 1718 году. Карта территории будущего штата

За тысячи лет до прихода европейцев вдоль рек Небраски жили люди. Ко времени прихода европейцев здесь поселились индейцы племён омаха, ото, миссури, понка и часть лакота, которые все относятся к языковой группе сиу. Кроме того, здесь обитали арапахо из алгонкинов и пауни — языковая группа каддо.
Задолго до экспедиции Льюиса и Кларка 1804—1806 годов франко-канадские исследователи пересекали территорию Небраски по пути в Санта-Фе.
В 1819 году Соединённые Штаты основали форт Аткинсон, ставший первым форпостом американской армии к западу от реки Миссури. Однако первые заметные поселения американцев появились в Небраске только после 1848 года и начала Калифорнийской золотой лихорадки. 30 мая 1854 года Конгресс США создал территории Канзас и Небраска, установив границу между ними по 40° СШ в соответствии с Актом Канзас-Небраска. Территория Небраски включала в себя части современных штатов Колорадо, Северная Дакота, Южная Дакота, Вайоминг и Монтана. Столицей новой территории стал город Омаха.
В 1860-х годах, после того как правительство США вынудило многие индейские племена покинуть свои традиционные земли и переселиться в резервации, появилась возможность развития сельского хозяйства на новых землях. Согласно Акту о Гомстедах, тысячи поселенцев прибыли в Небраску, чтобы занять выделенные им федеральным правительством земли под фермерские хозяйства. Быстрый рост населения позволил территории претендовать на права штата.
Небраска стала 37-м штатом США 1 марта 1867 года, через два года после завершения Гражданской войны. В это же время столица нового штата была перенесена из Омахи в Ланкастер, позже переименованный в Линкольн вскоре после убийства президента США Авраама Линкольна.
В течение 1870-х годов население Небраски быстро росло. Новых поселенцев привлекали обширные пространства прерий, подходящие для разведения крупного рогатого скота, а также усовершенствование технологий сельского хозяйства в сочетании с благоприятным для земледелия климатом Небраски. Вследствие этого, Небраска стала одним из первых фермерских штатов. К 1880 году население Небраски насчитывало уже более 450 000 человек.
В 1872 году в Небраска-Сити Стерлинг Мортон впервые провёл День посадки деревьев. С тех пор этот день стал проводиться во всех штатах.
В конце XIX века в Небраску (главным образом в Омаху) прибыло много афроамериканцев из южных штатов. Они находили работу в промышленности и на железной дороге. Прибывшие в Небраску афроамериканцы сразу же столкнулись с дискриминацией и враждебным отношением со стороны белых жителей штата, в основном новых иммигрантов из Европы, конкурировавших с афроамериканцами из-за рабочих мест. В 1912 году в Омахе было создано отделение Национальной ассоциации содействия прогрессу цветного населения.

## География

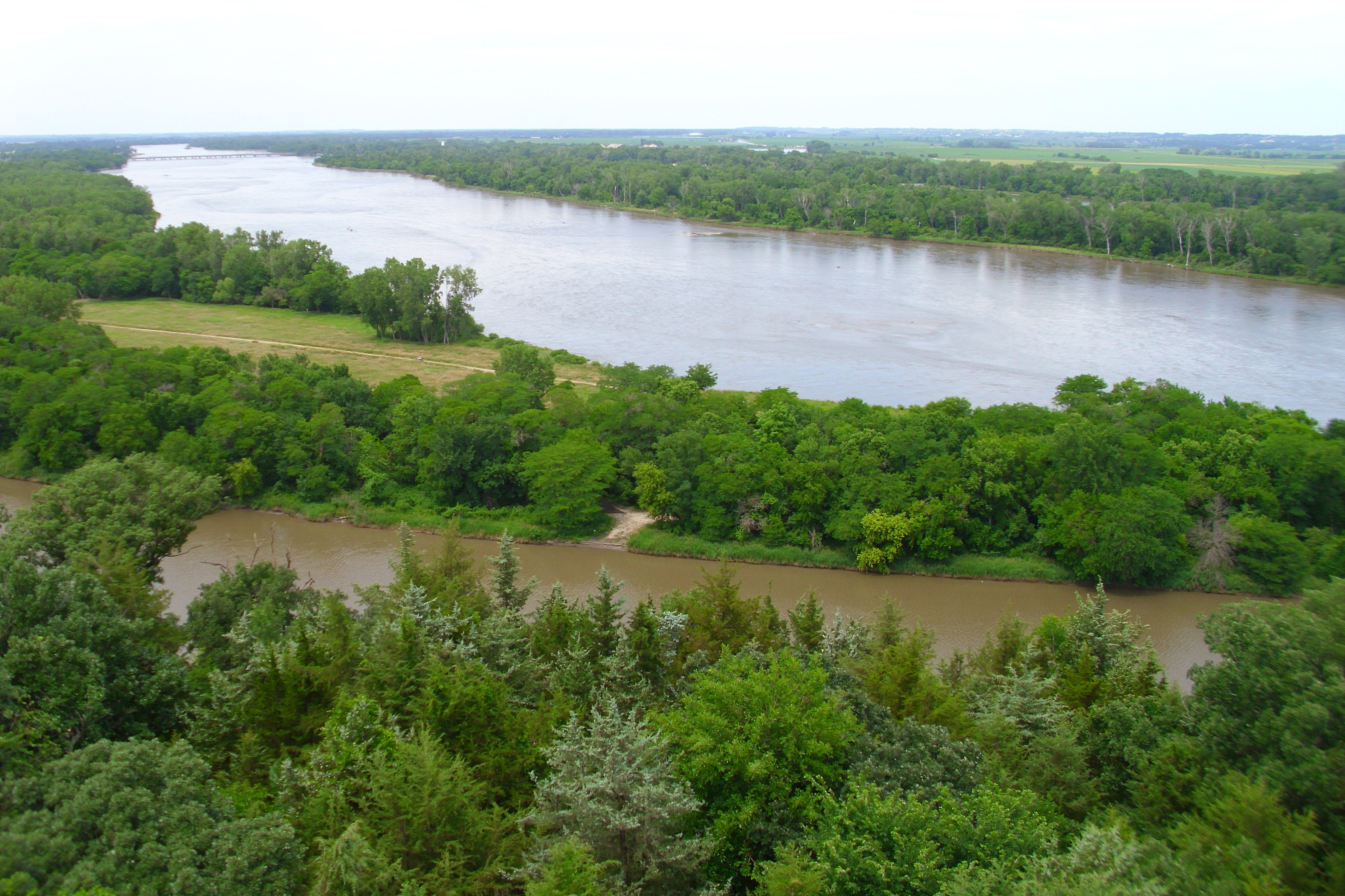
Вид на реку Платт

Небраска граничит с Южной Дакотой на севере, с Айовой — на востоке, Миссури — на юго-востоке, Канзасом — на юге, Колорадо — на юго-западе, Вайомингом — на западе. В состав штата входит 93 округа. Небраска находится в двух часовых зонах. Через территорию штата с запада на восток протекают три крупных реки: Найобрэра в северной части штата, Платт, образованная слиянием рек Норт-Платт и Саут-Платт в центральной части и Репабликан в южной части.
В геологическом плане Небраска делится на два региона: Расчленённые равнины и Великие равнины. Восточная часть штата лежит в зоне Расчленённых равнин, сложившихся ещё до отступления ледника и представляющих собой местность с характерными пологими холмами.
Большая часть западной Небраски относится к зоне Великих равнин, которые в свою очередь делятся на ряд субрегионов. Самой высокой точкой штата является Панорама-Пойнт — возвышенность высотой 1 653 м, находящаяся на западе Небраски.

## Климат
Небраска лежит в двух климатических зонах. Восточная половина штата расположена в зоне влажного континентального климата, западная — в зоне полузасушливого климата. Для Небраски в целом характерны значительные сезонные колебания температур и осадков. Средние температуры с жарким летом и холодными зимами для всего штата приблизительно одинаковы. Среднегодовое количество осадков уменьшается с востока на запад от 800 мм в юго-восточной части штата до 350 мм в западной части. Влажность также значительно понижается с востока на запад. Снегопады в Небраске достаточно часты, на большей территории штата снежный покров достигает от 65 до 90 см. Максимальная температура воздуха, зафиксированная в Небраске, составляет +48 °C (24 июля 1936 года). Минимальная температура достигла −44 °C (12 февраля 1899 года).
Небраска находится в так называемой Аллее торнадо. Весной и летом часто бывают грозы, сильные бури и торнадо.

## Население

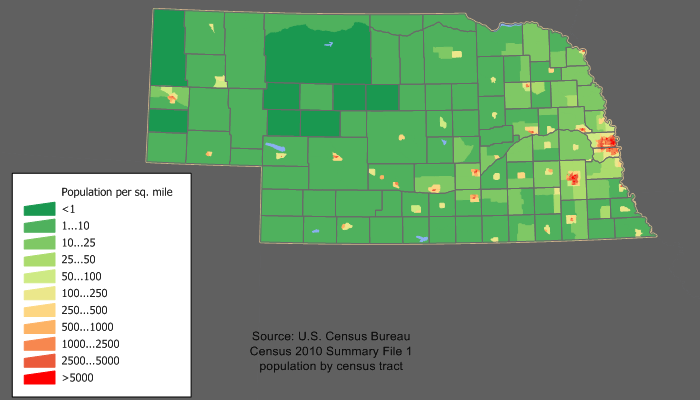
Плотность населения в Небраске

На 2010 год население Небраски составило 1 826 341 человек. По сравнению с данными переписи 2000 года численность населения выросла более чем на 85 000 (5 %) в основном за счёт естественного прироста. Центр населённости приходится на округ Полк.
В расовом отношении Небраска является штатом с абсолютным преобладанием белых — 93,53 %. Афроамериканцы составляют 4,48 %, индейцы — 1,32 %, азиаты — 1,58 %, гавайцы — 0,11 %.
Белые по происхождению распределяются следующим образом: американцы немецкого происхождения — 38,6 %, ирландского — 12,4 %, английского — 9,6 %, шведского — 4,9 %, чешского — 4,9 %. В процентном отношении в Небраске проживает самая большая в США группа американцев чешского происхождения, причём округ Батлер является одним из двух округов США с большинством в населении американцев чешского происхождения.
В округе Терстон имеется индейское большинство.

### Урбанизация
Только 11 % из всех населённых пунктов Небраски насчитывают более 3000 человек населения. Сотни населённых пунктов имеют менее 1000 человек населения. В Небраске наблюдается значительное сокращение количества сельского населения, что ведёт к объединению многих сельских школ.
В пятидесяти трёх из девяноста трёх округов Небраски наблюдалось сокращение численности населения в период с 1990 по 2000 год. Наоборот, крупные города Небраски испытывают устойчивый и быстрый рост населения. Основная причина этого явления — миграция сельского населения в крупные города. Так, население Омахи за пять лет с 2000 по 2005 год выросло на 6,3 %, а население Линкольна за тот же период увеличилось на 14,5 %.

### Религия
По принадлежности к религии население штата делится следующим образом: христиане составляют 90 %, не причисляющие себя ни к какой религии — 9 %, на другие религии приходится 1 %.
Среди христиан выделяются: католики (28 %), лютеране (16 %), методисты (11 %), баптисты (9 %), пресвитериане (4 %), другие протестанты (21 %), христиане других толков (1 %).

## Закон и правительство

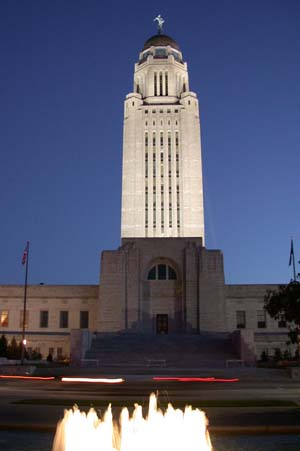
Капитолий штата Небраска в Линкольне

Правительство Небраски действует в соответствии с Конституцией Небраски, принятой в 1875 году. Власть разделяется на три ветви: исполнительную, законодательную и судебную.

### Исполнительная власть
Главой исполнительной власти является губернатор (Джеймс Пиллен). К другим выборным должностям исполнительной власти относятся: вице-губернатор (Джозеф Келли; избирается в паре с губернатором), генеральный прокурор, государственный секретарь, государственный казначей и государственный контролёр. Все эти лица избираются на четырёхлетний срок.

### Законодательная власть
Небраска — единственный штат США, имеющий однопалатный парламент. Хотя он и называется просто «Законодательный орган» (англ. Legislature), его члены называют себя «сенаторами». Законодательный орган Небраски также единственный в США «беспартийный» парламент штата. В избирательных бюллетенях не обозначается партийная принадлежность кандидата. Спикер и главы комитетов избираются большинством голосов, таким образом эти должности может занять представитель любой партии. Законодательный орган Небраски может преодолеть вето губернатора большинством в три пятых голосов.

### Судебная власть
Низшим судебным уровнем в Небраске являются суды округов. Выше них стоят двенадцать районных судов, объединяющих несколько округов. Над ними стоит Верховный Суд Небраски. Судьи на всех уровнях являются выборными.
До 27 мая 2015 года на территории Небраски была разрешена смертная казнь как высшая мера наказания. Однако за первое десятилетие XXI века ни одного подобного приговора судами Небраски вынесено не было.

### Представительство в федеральных органах власти
В Сенате США Небраску представляют Бен Сасс и Деб Фишер (оба — республиканцы).
Небраска имеет трёх представителей в Палате представителей. На 2011 год ими являются: Джефф Фортенберри, Ли Терри и Эдриан Смит (все — республиканцы).
Законы штата предусматривают неединогласное распределение голосов Коллегии выборщиков: из 5 голосов, которые имеет штат, только 2 получает кандидат, набравший во всём штате простое большинство голосов, а остальные 3 получают победители в каждом из трёх избирательных округов штата. Впервые разделение голосов выборщиков произошло на выборах 2008 года, когда большинство голосов населения штата получил Джон Маккейн, но в одном из трёх округов победил Барак Обама; таким образом, 1 голос выборщика от Небраски из 5 достался Обаме. Подобная система принята ещё в штате Мэн.

### Преступность
В 2008 году в Небраске было зарегистрировано 56 754 преступления, включая 68 убийств.

## Экономика
Согласно данным Бюро экономического анализа, валовой продукт Небраски в 2010 году составил 89,9 млрд долларов. Доход на душу населения (2004 год) — 31 339 $, по этому показателю Небраска занимает 25-е место среди всех штатов.
В экономике Небраски важное место занимает сельскохозяйственный сектор. Небраска является крупным производителем говядины, свинины, кукурузы и соевых бобов. К другим важным отраслям экономики относятся: грузоперевозки, промышленность, телекоммуникации, информационные технологии и страхование.
На январь 2010 года безработица в Небраске составляла 4,6 %.

### Основные компании

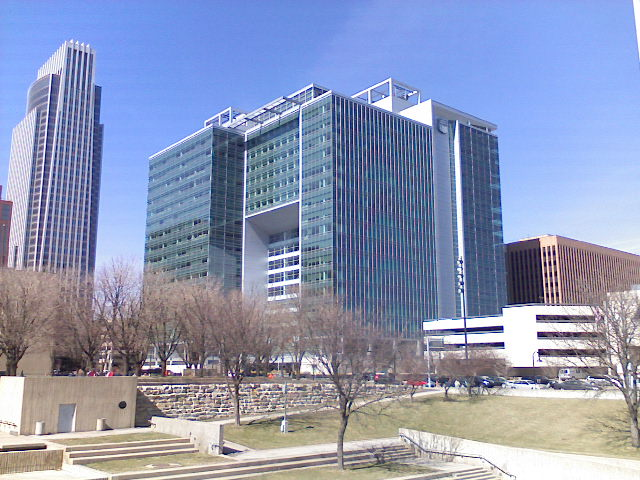
Штаб-квартира Union Pacific Center в Омахе

В Омахе находится штаб-квартира холдинговой компании Berkshire Hathaway, чей генеральный директор Уоррен Баффет является одним из богатейших людей мира, по версии журнала Forbes. В Омахе также располагаются штаб-квартиры следующих компаний: ConAgra, Mutual of Omaha, InfoUSA, TD Ameritrade, West Corporation, Valmont Industries, Woodmen of the World, Kiewit Corporation и Union Pacific Railroad.
В Линкольне находятся головные офисы компаний UNIFI Companies, Sandhills Publishing Company и Duncan Aviation. В Карни базируется компания Buckle, специализирующаяся на розничной торговле одеждой и обувью.
Компания Kool-Aid, производящая популярный во всём мире напиток с одноимённым названием, была создана Эдвином Перкинсом в 1927 году в городе Хейстингсе. В настоящее время Kool-Aid является официальным напитком Небраски.

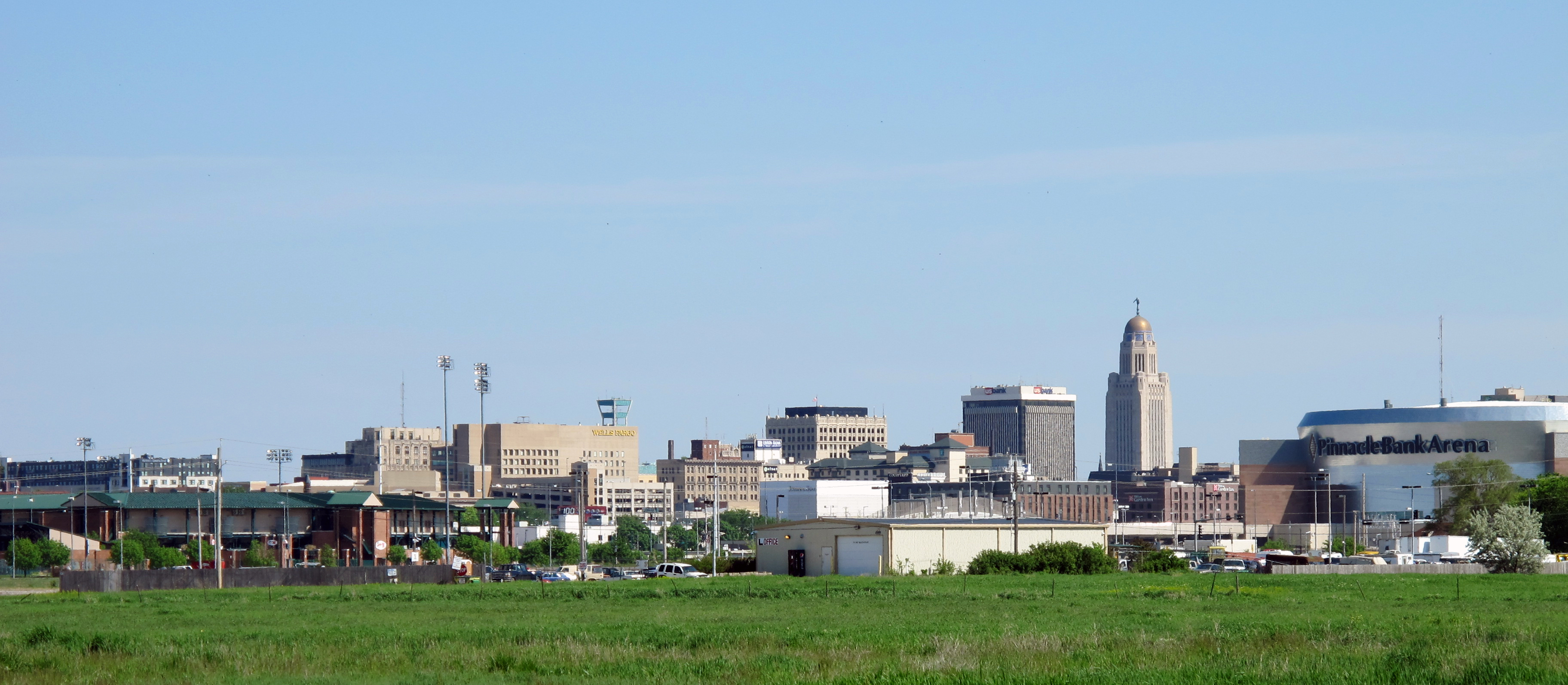
Центр Линкольна

### Налогообложение
В Небраске действует прогрессивное налогообложение. Лица, имеющие доход от 0 до 2400 $, платят 2,56 %, от 2400 до 17 500 $ — 3,57 %, от 17 500 до 27 000 — 5,12 %, свыше 27 000 $ — 6,84 %. Стандартный налоговый вычет составляет 5700 $.
В Небраске используется налог с продаж, составляющий 5,5 %. В дополнение к общему налогу штата некоторые города устанавливают собственный дополнительный налог не более 1,5 %.

## Крупнейшие города и достопримечательности
- Омаха — 408 958
- Линкольн — 258 379
- Белвью — 50 137
- Гранд-Айленд — 48 520
- Карни — 30 787
- Фримонт — 26 397
- Хейстингс — 24 907
- Норт-Платт — 24 733
- Норфолк — 24 955
- Колумбус — 24 028
- Папиллион — 24 159
- Ла-Виста — 16 746
- Скотсблафф — 14 436
- Саут-Су-Сити — 14 043
- Биатрис — 12 261

## Университет штата Небраска
Имеет статус университета штата. Находится в городе Линкольне; филиалы в Омахе и Карни. Имеет несколько крупных музеев, в том числе Музей естественной истории, Мемориальную картинную галерею Шелдона (Sheldon Memorial Art Gallery) и большое собрание скульптуры, а также концертный зал. Библиотека — самая большая в штате. Основан в 1869 году. В нём учатся около 30 тысяч студентов.